# قسم الاتوموافيين (الاسلحة النووية)
شعبة اتوموافين ( اتوموافين تعني «الأسلحة النووية» باللغة الألمانية ) هي شبكة إرهابية من النازيين الجدد . تأسست في عام 2015 ومقرها في جنوب الولايات المتحدة ، وقد توسعت منذ ذلك الحين من الولايات المتحدة إلى المملكة المتحدة وكندا وألمانيا ودول البلطيق ودول أوروبية أخرى. تعد المجموعة جزءًا من اليمين البديل ، على الرغم من أنها ترفض هذه التسمية  وتعتبر متطرفة حتى داخل هذه الحركة. تم إدراجها كمجموعة كراهية من قبل مركز قانون الفقر الجنوبي (SPLC).
وقد تحمل أعضاء شعبة أتوموافن المسؤولية عن عدد من جرائم القتل، والهجمات الإرهابية المخطط لها، فضلا عن أعمال إجرامية أخرى.

## التاريخ والعقيدة
في عام 2015، أعلنت المجموعة عن إنشائها على موقع النازيين الجدد على شبكة الإنترنت IronMarch.org، والذي ارتبط بعدة أعمال إرهابية نازية جديدة والجماعات المسلحة العنيفة مثل حركة المقاومة في الشمال الأوروبي، والعمل الوطني، وكتيبة آزوف. وفي منشوراتها الأولية، وصفت الجماعة نفسها بأنها «عصابة أيديولوجية متعصبة للغاية من الرفاق الذين يقومون بالنشاط والتدريب النضالي على حد سواء. من ناحية، والتدريب على الأسلحة، ومختلف أشكال التدريب الأخرى. أما بالنسبة للنشاط، فإننا ننشر الوعي في العالم الحقيقي من خلال وسائل غير تقليدية».
اتوموافين يؤيد الهجمات على الحكومة الفيدرالية للولايات المتحدة والأقليات والمثليين واليهود وينظر إلى حرق دستور الولايات المتحدة والعلم في أشرطة الفيديو الدعائية الخاصة بها. انخرط قسم اتوموافين في العديد من مؤامرات القتل الجماعي ، وخطط لشل أنظمة المياه العامة وتدمير أجزاء من شبكة نقل الطاقة القارية الأمريكية . واتهم اتوموافين أيضا بالتخطيط لتفجير محطات نووية من أجل التسبب في الانهيارات النووية . تهدف المنظمة إلى الإطاحة بعنف بالحكومة الفيدرالية للولايات المتحدة عن طريق الإرهاب وتكتيكات حرب العصابات . منذ عام 2017 ، ارتبطت المنظمة بثماني عمليات قتل والعديد من جرائم الكراهية العنيفة ، بما في ذلك الاعتداءات والاغتصاب وحالات متعددة من الاختطاف والتعذيب.
تدعو المنظمة صراحة إلى النازية الجديدة ، مستمدة قدرًا كبيرًا من التأثير من جيمس ماسون ومنشورته ، Siege ، وهي رسالة إخبارية منتصف الثمانينيات من جبهة التحرير الاشتراكي الوطني التي أشادت بأدولف هتلر وجوزيف توماسي وتشارلز مانسون وسافيتري ديفي. تم نشره في كتاب يحمل نفس الاسم المطلوب القراءة لجميع أعضاء قسم اتوموافين. ميسون، و النازيين الجدد ومنكري المحرقة الذي يدعو القتل والعنف من أجل خلق الفوضى ، الفوضى وزعزعة استقرار النظام، هو المستشار الرئيسي للجماعة.
يستمد اتوموافين أيضًا التأثيرات من الباطنية النازية والغموض ، وتشمل مواد القراءة الموصى بها للمبتدئين الطموحين أعمال Savitri Devi و Anton Long of the Nine Angles ، زعيم نازي بريطاني سيء السمعة له تاريخ إجرامي عنيف. كما يتعاطف بعض أعضاء الجماعة مع الأشكال الإسلامية السلفية والجهادية . يُزعم أن مؤسس فرقة اتوموافين ، براندون راسل ، وصف عمر متين ، الذي تعهد بالولاء لدولة العراق الإسلامية وبلاد الشام وارتكب إطلاق النار في ملهى أورلاندو الليلي ، على أنه «بطل». كما أن الجماعة تشيد بأسامة بن لادن في دعايتها وتعتبر «ثقافة الاستشهاد والتمرد» داخل القاعدة وطالبان شيئًا يجب محاكاته. تم تصوير أحد أعضاء قسم اتوموافين ، ستيفن بيلينجسلي ، في الوقفة الاحتجاجية في سان أنطونيو ، تكساس ، لضحايا إطلاق النار في أورلاندو ، مع قناع جمجمة وعلامة تقول "God Hates Fags".
ومعظم أعضاء هذه المجموعة من الشباب ، كما أنها قامت بتجنيد أعضاء جدد في الجامعات. وحملات التجنيد في الحرم الجامعي تحث الطلاب على «الانضمام إلى النازيين المحليين الخاص بك!»ويقول«النازيون قادمون!»نشرت ملصقات تجنيد في جامعة شيكاغو ، وجامعة وسط فلوريدا ، وجامعة دومينيون القديمة في نورفولك ، فيرجينيا ، وجامعة بوسطن. Atomwaffen شعبة تجنيد العديد من قدامى المحاربين الحالي أفراد القوات المسلحة الذين يدربون أعضاء المنظمة في استخدام الأسلحة و التكتيكات العسكرية. الولايات المتحدة ضابط البحرية طرد بتهمة تجنيد 12 أعضاء المجموعة. وسعى أعضاء أتوموافن أيضا إلى التدريب مع كتيبة أزوف في أوكرانيا. وبالإضافة إلى آزوف ، فإن أتوموافن تربطه صلات بمجموعات نازية جديدة منتسبة مختلفة وبنظام ساتاني فاشي مكون من تسع زوايا تدعو إلى التضحية البشرية.
وخلال تحقيق ، حصل بروبليكا على 000 250 سجل دردشة مشفر كتبه أعضاء المجموعة. وقدر بروبوبليكا ، في أوائل عام 2018 ، أن أتوموافن لديها 80 عضوا[1] ، في حين قدرت رابطة مناهضة التشهير أن لديها 24 إلى 36 عضوا عاملا. ووفقا للمركز الدولي لمكافحة الإرهاب ، فإن المجموعة تضم عددا كبيرا من «المبادرين» بالإضافة إلى 60 إلى 80 عضوا كاملي العضوية.
وهذه المجموعة هي واحدة من عدة منظمات نازية جديدة ويمينية بديلة حظرتها discord ويوتيوب لانتهاكهما شروط خدمتهما. على أية حال ، قامت المجموعة منذ ذلك الحين بإعادة تحميل المحتوى على اليوتيوب و اليوتيوب سمحت للمحتوى بالبقاء على الإنترنت.
في 14 مارس 2020 ، ادعى ميسون أن شعبة أتوموفين قد حلت. بيد أن الفريق يعتقد أن تكون على أعتاب تصنيفها منظمة إرهابية أجنبية من قبل وزارة الخارجية ، مكافحة التشهير خلصت إلى «التحرك يهدف إلى إعطاء أعضاء غرفة التنفس بدلا من الواقع إنهاء أنشطة نضالية». ووفقا لمجموعة الاستخبارات الموقعية Atomwaffen وفروعها لا تزال نشطة سرا. وحذر موجز للاستخبارات وزعه جهاز إنفاذ القانون الاتحادي من أن أتوموافن وفروعه ناقشا الاستفادة من وباء كوفيد19. نيك مارتن من مركز قانون الفقر الجنوبي وذكر أن «هناك قلق كبير الآن — بما في ذلك من الناس الذين يعملون في مكافحة الإرهاب — وهذا هو الوقت المناسب لهذه accelerationist المجموعات في الإضراب». في 25 مارس عام 2020 ، ميسوري الرجل المنتسب Atomwaffen بالتخطيط لتدمير مستشفى علاج فيروس كورونا الضحايا في انفجار سيارة ملغومة وتوفي في تبادل لاطلاق النار مع مكتب التحقيقات الفيدرالي.[50]

## الفروع غير الأمريكية

### المملكة المتحدة (شعبة Sonnenkrieg)
على Sonnenkrieg شعبة ("Sonnenkrieg" الألمانية عن «الشمس الحرب») من النازيين الجدد المجموعة التي مقرها في المملكة المتحدة فرع Atomwaffen شعبة ، ويحافظ على صلاته Atomwaffen الشعبة من خلال رسائل البريد الإلكتروني وغرف الدردشة المناقشات فضلا عن استخدام أسماء مشابهة لها توزيع مماثلة الدعاية. ظهرت على السطح في ديسمبر / كانون الأول عام 2018 ، عندما تم الكشف عن أن أعضاء المجموعة قد كتب على الفتنة الخادم أن الأمير هاري كان «سباق خائن» الذين يجب إطلاق النار على الزواج ميغان ماركل ، الذي هو من عرق مختلط ؛ ضباط الشرطة ينبغي اغتصاب وقتل; وتلك المرأة البيضاء التي تواعد غير البيض يجب أن تشنق عند تأسيسها في عام 2018 الفريق كان يعتقد أن يكون قد 10-15 الأعضاء في المملكة المتحدة و أوروبا و بعض أعضاء مشتبه بهم يعتقد أنهم شاركوا في السابق النازيين الجدد ، مقاومة الشبكة (واحد من الأسماء المستعارة من العمل الوطني) ، والتي ترتبط لمختلف أعمال العنف العنصري و الحرق في المملكة المتحدة. وكشفت هيئة الإذاعة البريطانية أن قادة المجموعة هم أندرو ديموك ، 21 سنة ، وأوسكار دان كوكوزوروسكي ، 18 سنة[52]
ألقت الشرطة القبض على ثلاثة يشتبه بأنهم أعضاء في Sonnenkrieg شعبة في أوائل كانون الأول / ديسمبر 2018 كجزء من «التحقيق الجاري في اليمينية المتطرفة النشاط». المخابرات البريطانية ، وكالة الاستخبارات المحلية البريطانية ، أخذت زمام المبادرة في رصد الحكومة للإرهاب اليميني المتطرف 
في 18 يونيو ، 2019 sonnenkrieg members Dunn-Koczorowski And Michal Szewczuk, 19, were jacked for terrorism offences. وفقا للمدعي العام الرجال روج «الانخراط في»مجموع الهجوم«على النظام» ، دن-Koczorowski بعد أن أعلنت «الإرهاب هو أفضل السياسية السلاح من أجل لا شيء يدفع الناس أكثر من الخوف من الموت المفاجئ» و كانت عازمة على العمل. وعلاوة على ذلك ، تأثر الفريق بجيمس ماسون الذي «قد يمثل أكثر أشكال التعبير عن التطرف اليميني الحالي عنفا وثوريا وربما إرهابيا». وحكم على السيد دون كوكوزوروفسكي بالسجن لمدة 18 شهرا لتشجيعه الإرهاب ، وحكم على السيد سيزوتشوك بالسجن لمدة أربع سنوات لتشجيعه الإرهاب وحيازته وثائق مفيدة لإرهابي ، مثل تعليمات صنع القنابل.
ووفقا للمعتدين البريطانيين للفاشية ، تأثر قسم سونينكريغ بترتيب تسع زوايا وهو أكثر تطرفا وربما أكثر عنفا من العمل الوطني. الأمل لا الكراهية السنوي «حالة من الكراهية» ذكر التقرير أن: «بعض الأعضاء كما نفذت بعض هذه الأوهام الشيطانية و مزاعم الاغتصاب والسجن ضد أعضائها المتداولة.»شارك أعضاء فرقة سونينكريغ فيديوهات مؤيدة أنثى يجري تعذيبها وسجل بسكين من قبل أحد أعضاء المجموعة الذكور. الرسائل التي تنتمي إلى Sonnenkrieg الشعبة تم الحصول عليها من قبل الشرطة شملت لقطات من أعضاء الفريق استغلال المرأة ، مثل صور اغتصاب امرأة ، الذي كان الصليب المعقوف و اساطير يقتطع من لحمها.[57]
وفي 20 فبراير 2019 أوقفت وحدة مكافحة الإرهاب في مطار لوتون Jacek Tchorzewski ، 18 عاما. اعتقل للاشتباه في جرائم الإرهاب ، كشفت الشرطة «كمية هائلة» من الأدلة على كيفية جعل الأسلحة و المتفجرات و الدعاية النازية. وسمعت المحكمة أن تشورزيفسكي قال إنه «حلمه» أن يرتكب هجوما إرهابيا وأنه يعتزم تهريب أسلحة نارية ومتفجرات من ألمانيا لهذا الغرض. وقدم أيضا دفتر ملاحظات من زنزانته حيث كتب: «دعونا نملأ قلوبنا بالإرهاب وشوارع لندن بالدماء.»وذكر القائد ريتشارد سميث ، رئيس وحدة مكافحة الإرهاب ، أن تشورزيفسكي مرتبط بفرقة سونينكريغ. القاضي Anuja Dhir قال Tchorzewski كان «الراسخة النازيين الجدد مع مصلحة في عبادة الشيطان و السحر الممارسات» و «الجاني قلق خاص» و في 20 سبتمبر 2019 Tchorzewski سلمت حكما بالسجن أربع سنوات على جرائم الإرهاب في محكمة أولد بيلي.
وفي 4 كانون الأول / ديسمبر 2019 ، ألقي القبض على أندرو ديموك واتهم بارتكاب 15 جريمة إرهابية ، بما في ذلك تشجيع الإرهاب وجمع الأموال لجماعة إرهابية. اعتقل لأول مرة في يونيو 2018 في مطار غاتويك في طريقه إلى الولايات المتحدة. واستجوب ديموك بشأن الجرائم الجنسية المزعومة ضد فتاة مراهقة ، فيما يتعلق بالاعتداءات السابقة على النساء.
وفي شباط / فبراير 2020 ، أصبحت شعبة سونينكريغ ثاني جماعة من اليمين المتطرف يتم حظرها بوصفها منظمة إرهابية بعد القيام بعمل وطني.[61][61]

### ألمانيا (AWD Deutschland)
في 1 يونيو عام 2018 ، في الفيديو باللغة الألمانية والإنجليزية بعنوان AWD دويتشلاند: يموت ميسير werden schon gewetzet («AWD ألمانيا: السكاكين يجري بالفعل شحذ»), الفريق أعلن عن إنشاء خلية أو فرع في ألمانيا ، تليها وعد «معركة طويلة». تم رصد نشرات المجموعة في برلين ، تستهدف الطلاب. في يونيو 2019 ، تم اكتشاف الدعاية Atomwaffen في حي تركي في كولونيا على موقع هجوم قنبلة مسمار ، مما يهدد المزيد من الهجمات المماثلة.
هاجر ناشط أمريكي لم يذكر اسمه إلى ألمانيا لأسباب تتعلق بالسلامة بسبب التهديدات من قسم اتوموافين. في نوفمبر 2018 تلقت مكالمة من مكتب الشرطة الجنائية الاتحادية للقدوم على وجه السرعة إلى السلطات. سافر أعضاء اتوموافين إلى ألمانيا ، واعتقدت الشرطة أنها في خطر وشيك من أن يتم قتلها من قبل المجموعة بناءً على معلومات من مكتب التحقيقات الفدرالي.
في أكتوبر 2019 ، أرسل أشخاص يدعون أنهم أعضاء في المنظمة تهديدات بالقتل إلى السياسيين الألمان Cem Özdemir وClaudia Roth . «في الوقت الحالي ، نحن نخطط كيف ومتى سنعدمك ؛ في المسيرة العامة القادمة؟ أو هل سنضعك أمام منزلك؟»اقرأ جزءًا من الرسالة المرسلة إلى مكتب عضو البوندستاغ التركي المولد. وقد أدانت أنجيلا ميركل التهديدات بالقتل ، وعلق المتحدث باسم وزارة الداخلية ستيف ألتر قائلاً إن الأجهزة الأمنية «كانت قد وضعت هذه المجموعة بالفعل في مرمى البصر لبعض الوقت».
تمكنت الألمانية T-Online من الكشف عن هوية أحد أعضاء المجموعة ، الذي يشار إليه باسم" A " للامتثال لقوانين الخصوصية الألمانية. وهو سبق أن كلف الناس على المنحلة الموقع كيفية التعامل مع المواد الكيميائية و كيفية صنع المتفجرات HMTD. لديه أيضا إدانة بالحيازة غير القانونية للدروع. طبقا للمادة A خبير أيضا في فنون الدفاع عن النفس و وسائل إعلاميه الإجتماعية تشوف ه ممارسة بالأسلحة. المجموعة لديها منزل للإجتماعات في مكان ما في (أيزيناخ) في (ثورنغيا)
وفي 5 شباط / فبراير 2020 ، ألقي القبض على عضو يبلغ من العمر 22 عاما في بلدة بافارية بالقرب من الحدود التشيكية وصودرت منه عدة أسلحة نارية. ويجري التحقيق معه للاشتباه في إعداده لهجوم إرهابي. ووفقا للشرطة الألمانية ، أعلن الرجل عن نيته في «استشهاد» نفسه في هجوم على «أعدائهم» لأعضاء آخرين في المجموعة. وبالإضافة إلى ذلك ، يزعم أنه أوعز إلى آخرين بكيفية شراء الأسلحة النارية غير المشروعة وتهريبها.

### كندا (الرتبة الشمالية)
كما أن المجموعة لها وجود في كندا عبر منظمة تابعة تسمى الرتبة الشمالية والتي تضم أعضاء من القوات المسلحة الكندية . من المعروف أيضًا أن أعضاء المجموعة يحضرون معسكرات التدريب اتوموافين في الولايات المتحدة. كان أحد الأفراد المستعدين الذين تم العثور على أنهم جزء من المجموعة هو "Dark Darker" البالغ من العمر 21 عامًا والذي أنشأ دعاية لـ اتوموافين. احتفلت المجموعة بالذكرى السنوية لإطلاق النار في مسجد مدينة كيبيك من خلال تشويه المساجد الكندية بشعارات النازيين الجدد. كما تم التبليغ عن إطلاق نار خارج مسجد مشوه في أوتاوا.
اكتشف النازيون الجدد المنتسبون إلى اتوموافين الذين يخدمون في البحرية الملكية الكندية أنهم يبيعون المسدسات والبنادق الهجومية والقنابل اليدوية و RPG-7 من البلقان إلى النازيين الجدد الفرنسيين في مرسيليا . تم التأكد من أن الرجل سافر إلى زغرب ورييكا وبولا لمقابلة جهات اتصاله وشراء الأسلحة ، كما كان لديه اتصالات في أوسييك وشاكوفو وسبليت.
سيد العريف باتريك ماثيوز, 26, مدرب خبير المتفجرات بين القوات المسلحة الكندية أعضاء المتهم من أن يكون متصلا الفريق وتوظيف ذلك. كما أنه متهم بالانتماء إلى القاعدة. في آب / أغسطس عام 2019 ، يومين بعد أن كشفوا عن طريق وينيبيغ الصحافة الحرة كما النازيين الجدد المجند ، شاحنته وجدت مهجورة بالقرب من الحدود وكان يشتبه انه تم تهريبها عبر الحدود قد ذهب تحت الأرض في الولايات المتحدة. تم اعتقال ماثيوز في ميريلاند من قبل مكتب التحقيقات الفدرالي في يناير 2020. كما اعتقلت اثنين آخرين من أعضاء المجموعة المرافقة له ، البالغ من العمر 33 عاما براين Lemley, Jr, الجيش الأمريكي المخضرم البالغ من العمر 19 عاما وليام Bilbrough الرابع. حسب إفادة الرجال بناء بنادق تصنيع مخدر DMT. كما امتلكوا درعا واقيا ورشاشاشا وما يزيد عن 1600 طلقة من الذخيرة. ويواجهون عقوبة أقصاها 10 سنوات على جرائم الأسلحة النارية [81]، بما في ذلك نقل مدفع رشاش ونقل سلاح ناري وذخيرة بقصد ارتكاب جناية. ووفقا لمسؤولي إنفاذ القانون ، كان الرجال قد خططوا لفتح النار من مواقع متعددة في مسيرة يوم اللوبي المقبل في عام 2020 VCDL. وقد تحدث بلبرو أيضا في السابق عن القتال مع كتيبة أزوف. ماثيوز) طلب من الآخرين) «إخراج بعض القطارات اللعينة عن مسارها ، وقتل بعض الناس وتسميم بعض إمدادات المياه ... إذا كنت تريد للجنس الأبيض أن ينجو، فعليك أن تقوم بدورك اللعين»قال ليملي أنه لا يستطيع الانتظار وكان متحمسا«للمطالبة بقتلي الأول» ، وقال انهم يمكن الكمين وقتل ضباط الشرطة وسرقة معداتهم.

### دول البلطيق (شعبة Feuerkrieg)
في أكتوبر 2018 ، تم إنشاء مجموعة على غرار اتوموافين وتطلق على نفسها اسم Feuerkrieg (الألمانية ل «قسم حرب النار») في دول البلطيق ، على الأرجح في إستونيا حيث تقيم قيادتها. في منتصف عام 2019 ، اكتسب Feuerkrieg الاهتمام عندما أصدر تهديدات بالقتل ضد البلجيكي MEP Guy Verhofstadt والرئيس التنفيذي لـ YouTube سوزان وجسيكي. وقد أشادت في السابق بأفعال ديلان روف وروبرت باورز وتيموثي ماكفي وبرنتون هاريسون تارانت وشجعت العنف ضد السلطات الحكومية واليهود والمثليين والمثليات والمثليين ومزدوجي الميل الجنسي ومغايري الهوية الجنسية واليساريين والنسويات. تظهر مقاطع الفيديو الدعائية التي تنتجها المجموعة أعضاءها وهم يبنون ويفجرون عبوات ناسفة محلية الصنع في إستونيا. شارك Feuerkrieg أيضًا مقطع فيديو بين أعضائه يرشد كيفية صنع قنابل TATP ، التي يستخدمها داعش في تفجير مانشستر أرينا . في 13 يونيو 2019 ، أعلنت شعبة Feuerkrieg عن وجودها في أيرلندا وشجعت الأشخاص في المملكة المتحدة والولايات المتحدة وكندا وألمانيا على الانضمام إلى شبكة القارات.
ووفقا لما ذكره إيستي رحفوسرينغالنغ ، كشف تحقيق أن عضو البرلمان الإستوني المنتخب حديثا من اليمين المتطرف الحاكم إيكري روبن كاليب مرتبط بإرهابيين من النازيين الجدد البريطانيين. من بين هذه الأعضاء المؤسسين السابقين في العمل الوطنية التي أتباع ذهب إلى النموذج البريطاني فرع Atomwaffen شعبة التي بعد ذلك فتح فرع في Kaalep الأم إستونيا في شكل Feuerkrieg شعبة. ADL  و الأمل لا الكراهية كما أكد أن أمريكا الإنجليزية النازيين آزوف وقد زار أعضاء تالين عدة مرات ، وتنظيم الفعاليات مع Kaalep و Feuerkrieg «التي بدأت في أوائل عام 2019 ، أصلا المنظمة مع Sonnenkrieg» قبل أن تصبح كاملة فرع. Kaalep أيضا وجدت أنه قد تم تنظيم التدريب على الأسلحة النارية مع مسدسات وبنادق هجومية إلى مجموعات من الشباب المعينين من الأزرق الصحوة ومنهم من ارتدى أقنعة جمجمة المرتبطة Atomwaffen و عرضت القيام النازية يحيي. وذكر Kaalep أنهم مستعدون للقتال المسلح وانهيار القانون والنظام. وقد أعربت دائرة الأمن الداخلي الإستونية في وقت سابق عن قلقها إزاء الأحداث التي وقع فيها.
في 2 سبتمبر عام 2019 ، الشرطة البريطانية القبض على 16 عاما Feuerkrieg الأعضاء بتهمة التآمر اطلاق النار الشامل و الحرق الهجمات. طالب الجيش أعلن إعجابه بـ (أدولف هتلر) و (جيمس مايسون) المدعي العام (ميشيل نيلسون) قال أنه ملتزم بـ «النازية الغامضة» ويزعم أيضا أنه أجرى مسحا للكنيس في منطقة دورهام استعدادا للهجوم وتحدث مع رجل آخر بشأن شراء مسدس منه. وحاول أيضا الحصول على مادة كيميائية خطيرة من صديقه النازي الجديد. وكتب الصبي في مذكرته كيف أنه تعمد إزالة الحساسية عن نفسه استعدادا للهجوم ، وكتب أنه في حاجة إلى «التخلص من التعاطف»ويصبح مثل«الموتى الأحياء». ونشرت المجموعة عناوين مباني محطة القوة وأجنحة الاحتجاز ومراكز التدريب انتقاما وشجعت أعضاءها والمتعاطفين معها على قتل رئيس الشرطة ديف تومسون في غرب ميدلاند. وأضيف أن جميع أفراد الشرطة هم «خونة عرقية»وأنه ينبغي اعتبار مراكز الشرطة«أهدافا ذات قيمة عالية لأي مواطن محلي [اشتراكي وطني]». و في 20 تشرين الثاني / نوفمبر 2019 ، أدين بالتحضير لهجوم إرهابي وعدة جرائم إرهابية أخرى ، وهو ينتظر صدور الحكم عليه.
في 8 تشرين الأول / أكتوبر عام 2019 ، Feuerkrieg شعبة مسؤوليتها عن قصف تكنوبوليس على Balčikonis الشارع في فيلنيوس ، نشر لقطات من القنبلة التي يجري بناؤها وذكر أن «التهديدات ليست فارغة». الرموز النازية كانت أيضا مصبوغة على المبنى. في اليوم التالي ، البالغ من العمر 21 عاما لوك هانتر ظهرت في محكمة في لندن تهمة الإرهاب جرائم يزعم وجود دعم Feuerkrieg شعبة وشجعت القتل الجماعي لليهود غير البيض و المثليين. ولم يقدم أي التماس واحتجز في الحبس الاحتياطي.[107]
في 16 كانون الثاني / يناير 2020 ، البالغ من العمر 22 عاما لاتفيا اسمه Arturs Aispurs كان المكلفة إعداد قانون الإرهاب لبناء قنبلة كان يخطط لتفجير في حشد من «المسلمين والأجانب» خلال احتفال ليلة رأس السنة الجديدة في هلسنكي. وأثناء تفتيش شقته ، وجدت الشرطة كمية كبيرة من الدعاية في حوزته تربطه بشبكة النازيين الجدد. وردا على ذلك ، أعلنت شعبة فيركريغ أنها توقف أنشطتها العامة. ومع ذلك ، ووفقا لتحقيق أجرته مجلة «دير شبيغل» في تهريب سلاح ناري من أوروبا الشرقية إلى ألمانيا قبل Atomwaffen ، وزعم وقف الأنشطة حيلة تستهدف إنفاذ القانون ، و أن الفريق لا يزال نشطا.
وفقا Eesti Ekspress, الإستونية جهاز الأمن الداخلي اعتقل المحلية المراهق أنها المزعوم كان أحد قادة والتوظيف المجموعة تعمل تحت لقب «قائد» أو "Kriegsherr". وقد أوعز إلى الآخرين بكيفية صنع القنابل ، وتحدث عن التخطيط للهجمات ، وشجع الأعضاء على المشاركة في تدريب القوات شبه العسكرية. غير أنه لا يمكن للسلطات أن تعتقله قانونا بسبب وضعه القاصر ، وأنه غير مسؤول جنائيا. واعترض إيستي إكسبرس أيضا على وضعه المزعوم في المجموعة. في نشر صورة الولد يمكن أن ينظر يرتدي قناع الجمجمة و يحمل مسدسا ، يشاركون في التدريب على الأسلحة النارية التي نظمتها Kaalep ، الذي هو أيضا يعتقد أن شاركت في مجموعة من الأحاديث تحت اسم مستعار «كيرت Valter».